# Campionati del mondo di corsa in montagna 2003
I Campionati del mondo di corsa in montagna 2003 si sono disputati a Girdwood, Alaska, negli Stati Uniti d'America, il 21 settembre 2003 sotto il nome di "World Trophy". Il titolo maschile è stato vinto da Marco De Gasperi, quello femminile da Melissa Moon.

## Uomini seniores
Individuale
| Pos.    | Atleta           | Nazione     | Tempo  |
| ------- | ---------------- | ----------- | ------ |
| Oro     | Marco De Gasperi | Italia      | 50'29" |
| Argento | Florian Heinzle  | Austria     | 51'16" |
| Bronzo  | Marco Gaiardo    | Italia      | 51'55" |
| 4       | Andrew Jones     | Inghilterra | 52'10" |
| 5       | Tim Davies       | Galles      | 52'46" |
| 6       | Alexis Gex-Fabry | Svizzera    | 53'03" |
| 7       | Emanuele Manzi   | Italia      | 53'05" |
| 8       | Helmut Schiessl  | Germania    | 53'19" |
| 9       | Ricardo Mejía    | Messico     | 53'35" |
| 10      | Sebastien Epiney | Svizzera    | 53'42" |

Squadre
| Pos.    | Squadra     | Punti |
| ------- | ----------- | ----- |
| Oro     | Italia      | 24    |
| Argento | Inghilterra | 48    |
| Bronzo  | Germania    | 67    |

## Uomini juniores
Individuale
| Pos.    | Atleta            | Nazione       | Tempo  |
| ------- | ----------------- | ------------- | ------ |
| Oro     | Mitja Kosovelj    | Slovenia      | 35'41" |
| Argento | Peter Lamovec     | Slovenia      | 36'01" |
| Bronzo  | Sedat Gunen       | Turchia       | 36'06" |
| 4       | Iain Donnan       | Scozia        | 36'44" |
| 5       | Alexis Traub      | Francia       | 37'10" |
| 6       | Matthew Prosser   | Nuova Zelanda | 37'34" |
| 7       | Radoslaw Kleczek  | Polonia       | 37'45" |
| 8       | Antonio Toninelli | Italia        | 37'56" |
| 9       | Ruggero Ghezzi    | Italia        | 38'01" |
| 10      | Nicola Spada      | Italia        | 38'06" |

Squadre
| Pos.    | Squadra  | Punti |
| ------- | -------- | ----- |
| Oro     | Slovenia | 23    |
| Argento | Italia   | 27    |
| Bronzo  | Turchia  | 49    |

## Donne seniores
Individuale
| Pos.    | Atleta               | Nazione       | Tempo  |
| ------- | -------------------- | ------------- | ------ |
| Oro     | Melissa Moon         | Nuova Zelanda | 39'02" |
| Argento | Angela Mudge         | Scozia        | 39'41" |
| Bronzo  | Tracey Brindley      | Scozia        | 39'59" |
| 4       | Antonella Confortola | Italia        | 40'27" |
| 5       | Izabela Zatorska     | Polonia       | 40'54" |
| 6       | Sylvie Claus         | Francia       | 40'56" |
| 7       | Andrea Mayr          | Austria       | 41'02" |
| 8       | Anita Ortiz          | Stati Uniti   | 42'33" |
| 9       | Patricia Farget      | Francia       | 42'41" |
| 10      | Anna Pichrtova       | Rep. Ceca     | 43'03" |

Squadre
| Pos.    | Squadra | Punti |
| ------- | ------- | ----- |
| Oro     | Scozia  | 23    |
| Argento | Francia | 29    |
| Bronzo  | Austria | 34    |

## Donne juniores
Individuale
| Pos.    | Atleta              | Nazione     | Tempo  |
| ------- | ------------------- | ----------- | ------ |
| Oro     | Karrissa Hawitt     | Inghilterra | 17'24" |
| Argento | Turkan Bozkurt      | Turchia     | 17'48" |
| Bronzo  | Mateja Kosovelj     | Slovenia    | 18'00" |
| 4       | Lucija Krkoc        | Slovenia    | 18'09" |
| 5       | Natalia Nemkina     | Russia      | 18'23" |
| 6       | Lisa Reisinger      | Germania    | 18'31" |
| 7       | Juliane Doll        | Germania    | 18'42" |
| 8       | Rachael Thompson    | Inghilterra | 18'50" |
| 9       | Dominika Wisniewska | Polonia     | 18'53" |
| 10      | Iwona Bota          | Polonia     | 18'54" |

Squadre
| Pos.    | Squadra     | Punti |
| ------- | ----------- | ----- |
| Oro     | Slovenia    | 7     |
| Argento | Inghilterra | 9     |
| Bronzo  | Germania    | 13    |

## Medagliere
| Posizione | Paese         | Oro | Argento | Bronzo | Totale |
| --------- | ------------- | --- | ------- | ------ | ------ |
| 1         | Slovenia      | 3   | 1       | 1      | 5      |
| 2         | Italia        | 2   | 1       | 1      | 4      |
| 3         | Inghilterra   | 1   | 2       | 0      | 3      |
| 4         | Scozia        | 1   | 1       | 1      | 3      |
| 5         | Nuova Zelanda | 1   | 0       | 0      | 1      |
| 6         | Turchia       | 0   | 1       | 2      | 3      |
| 7         | Austria       | 0   | 1       | 1      | 2      |
| 8         | Francia       | 0   | 1       | 0      | 1      |
| 9         | Germania      | 0   | 0       | 2      | 2      |